# 熱帶風暴麗琵 (2013年)
熱帶風暴麗琵（英語：Tropical Storm Leepi，國際編號：1304，聯合颱風警報中心：WP042013，菲律賓大氣地球物理和天文管理局：Emong）為2013年太平洋颱風季第四個被命名的風暴。「麗琵」（ຫຼີ່ຜີ）一名由老撾提供，老撾南部最美麗的瀑布。此名字為第一次使用，替代在2006年曾嚴重影響菲律賓北部、越南及泰國，造成了廣泛的破壞而被除名的颱風象神。

## 發展過程
2013年6月15日，一個熱帶擾動在菲律賓東南部海面上生成。美國海軍研究實驗室給予擾動編號91W。
6月16日上午4時，聯合颱風警報中心對其在24小時內形成為熱帶氣旋的機會給予「LOW」的評級。上午8時，日本氣象廳將其升格為低壓區。下午2時，日本氣象廳將其升格為熱帶低氣壓。下午8時，中央氣象局將其升格為熱帶性低氣壓。
6月17日上午2時30分，聯合颱風警報中心將發展機率升級為「MEDIUM」。上午3時15分，日本氣象廳發出海上強風警報。上午6時，聯合颱風警報中心發布熱帶氣旋形成警報。上午6時30分，聯合颱風警報中心將發展機率升級為「HIGH」。下午4時15分，香港天文台將其升格為熱帶低氣壓。
6月18日上午5時，聯合颱風警報中心將其升格為熱帶低氣壓，並給予編號04W。上午8時，中央氣象局將其升格為輕度颱風。上午9時20分，日本氣象廳將其升格為熱帶風暴，並命名為麗琵。上午10時，中央氣象台將其升格為熱帶風暴。中午12時，香港天文台將其升格為熱帶風暴。下午5時，聯合颱風警報中心將其升格為熱帶風暴。
6月20日上午11時，聯合颱風警報中心將其降格為熱帶低氣壓。下午5時，聯合颱風警報中心再度將其升格為熱帶風暴。
6月21日上午5時，聯合颱風警報中心將其降格為熱帶低氣壓，並發出最後的警報。上午8時50分，日本氣象廳指麗琵已轉化為一溫帶氣旋。

## 影響

### 菲律賓
6月16日下午5時，菲律賓大氣地球物理和天文管理局將已進入責任範圍的低壓區升格為熱帶低氣壓，並發佈第一報熱帶氣旋資訊，命名為Emong。
6月18日上午11時，菲律賓氣象部門升格為熱帶風暴。
6月20日上午5時，麗琵離開菲律賓氣象部門責任範圍，發佈最後一報熱帶氣旋資訊。

## 外部連結
- （日語）http://www.jma.go.jp/ （页面存档备份，存于） 日本氣象廳首頁
- （英文）http://www.usno.navy.mil/JTWC/ （页面存档备份，存于） 聯合颱風警報中心首頁
- （简体中文）https://web.archive.org/web/20120928121548/http://www.nmc.gov.cn/ 中央氣象台首頁
- （繁體中文）http://www.cwb.gov.tw/ （页面存档备份，存于） 中央氣象局首頁
- （繁體中文）http://www.hko.gov.hk/ （页面存档备份，存于） 香港天文台首頁
- （繁體中文）http://www.smg.gov.mo/ （页面存档备份，存于） 澳門地球物理暨氣象局首頁
- （英文）https://pmm.nasa.gov/mission-updates/trmm-news/tropical-storm-leepi-east-philippines NASA Mission Update